# Ізон
Ізо́н (фр. Izon) — муніципалітет у Франції, у регіоні Нова Аквітанія, департамент Жиронда. Населення — 6320 осіб (01.01.2021).
Муніципалітет розташований на відстані близько 490 км на південний захід від Парижа, 20 км на північний схід від Бордо.

## Демографія
Динаміка населення (INSEE ):

## Економіка
2010 року серед 3490 осіб працездатного віку (15—64 років) 2683 були активними, 807 — неактивними (показник активності 76,9%, у 1999 році було 74,8%). З 2683 активних мешканців працювало 2427 осіб (1264 чоловіки та 1163 жінки), безробітними було 256 (107 чоловіків та 149 жінок). Серед 807 неактивних 325 осіб було учнями чи студентами, 292 — пенсіонерами, 190 були неактивними з інших причин.

У 2010 році в муніципалітеті числилось 1910 оподаткованих домогосподарств, у яких проживали 5490,0 особи, медіана доходів виносила 20 055 євро на одного особоспоживача